# パーヴェル・チェレンコフ
パーヴェル・アレクセーエヴィチ・チェレンコフ（ロシア語: Па́вел Алексе́евич Черенко́в, 1904年7月15日（ユリウス暦）/7月28日 - 1990年1月6日）は、ソ連の物理学者。「チェレンコフ効果の発見とその解釈」により、1958年のノーベル物理学賞を受賞した。

## 経歴
ヴォロネジ州ニジニャ・チグラで生まれた。両親のアレクセイとマリヤは農夫であった。
1928年にヴォロネジ州立大学理数学部を卒業し、1930年にレベデフ物理学研究所の上級研究員となる。彼は後に研究班のリーダーに昇進した。1940年には理数学の博士号を得、1953年には実験物理学の教授に就任する。1959年から光中間子プロセス研究所を率いた。彼は14年間教授のままであった。1970年にはソ連科学アカデミー（現ロシア科学アカデミー）の会員となる。
セルゲイ・ヴァヴィロフの下で働いていた1934年に、チェレンコフは放射線が照射された一本の水の入ったビンから青い光の放射を観察した。